# Jo Spence
Jo Spence (Londres, 1934-1992) ha estat una artista crucial en els debats sobre la fotografia i la crítica de la representació dels anys setanta i vuitanta. El seu treball, que s'inspira en Bertolt Brecht i en John Heartfield entre d'altres, explora les formes de construcció de les identitats socials a través de la imatge, i proposa una re-apropiació subjectiva dels usos dominants i populars del mitjà. Autora i model de les seves sèries, Spence fa de la fotografia un instrument de rebel·lió i de teràpia enfront de les patologies generades per les formes de vida normalitzada que reprodueixen les imatges dominants en l'esfera cultural. Hi ha obra seva al MACBA.